# Murphy, Idaho
Murphy är administrativ huvudort i Owyhee County i Idaho. Orten har fått sitt namn efter bergsingenjören Pat Murphy. Murphy hade 97 invånare enligt 2010 års folkräkning.